# Kunlunquan
Kunlunquan (昆仑拳, Pugilato del Kunlun) è uno stile di arti marziali cinesi diffuso nella provincia del Guangdong. Siccome è praticato dalla minoranza Hakka è considerato un Kejiaquan. Viene ufficialmente inserito tra gli stili Nanquan, ma ha origine nel nord della Cina, infatti è stato tramandato nel 1880 da Huang Huilong (黄辉龙) o Huang Feilong (黄飞龙), originario di Jinan nella provincia di Shandong. Huang Shuangqing, un praticante odierno di questo stile, è considerato sessantasettesima generazione, a testimonianza di quanto venga considerato antico lo stile.
Secondo Yun Suifeng ci sono tradizioni orali che affermano che il Kunlunquan praticato a Chaoshan in Guangdong proverrebbe da un emigrante dell'Henan.
Esiste anche un Kunlunquan diffuso nell'area di Cangxian in Hebei. Esso sarebbe stato trasmesso da Luo Hongde (罗洪德) che fu legato a Feng Yuxiang.

## Taolu del Kunlunquan di Huang Huilong
- Queste le forme a mano nuda: Sixiangquan (四象拳)[4]; Wuxingquan (五行拳)[5]; Erlongquan (二龙拳)[6]; Liu Gong Panxuan Zhang (刘公盘旋掌)[7]; Maziquan (马子拳)[8]; Wuji Wushou (无极五手)[9]; Bafazhang (八法掌)[10]; Kuiwuquan (魁武拳)[11]; Qishier chui (七十二捶)[12]; Weishi Ba Guan (卫士坝关); Huimen Ba Da (回门八打); Bagua (八挂); Jiu Gun Shiba Da (九滚十八打); Ditang (地躺); Hu bao shuang xing (虎豹双刑);  Xique Shuangzhi (喜鹊双枝); Erdu mei ( 二度梅); ecc.
- Queste le forme con armi: Baihe dandao (白鹤单刀)[13]; Bagua Qixing Taiyang jian[14]; qiang (枪); Chunqiu dadao (春秋刀); bandeng (板凳); ji (戟); Gou lian qiang (勾镰枪); tiao gun (条棍); ecc.
- Questi gli esercizi in coppia: Kongshou Duida (空手对打, Battersi in Coppia senza armi); Duangun duida (短棍对打, battersi in coppia con il bastone corto); Shuangdao duida (双刀对打, battersi in coppia con le doppie sciabole); gun dui bandeng (棍对板凳, bastone contro sgabello); ecc.

## Il Lignaggio di Luo Hongde
Solitamente si ritiene che il Kunlunquan provenga dal Kunlunshan proprio per il suo nome. Il Kunlunquan legato a Luo Hongde invece proverrebbe dal Wutaishan.
Questo l'albero genealogico: Monaco buddista Riguan 日冠 → Monaco Buddista Zhiyuan 智原  → Monaco Buddista Tongyi 同义 → Luo Hongde 罗洪德  → Xiao Yuxi 萧玉玺 → Lu Fengzhu 卢凤柱, Zhang Weisong 张维松,  Zhang Ge 张革, Xiao Yingming 肖英明, Sun Lianpu 孙连普, ecc.

### Video
- Wuyi Wushou, su it.youtube.com.
- Sixiangquan, su youtube.com.
- Maziquan, su youtube.com.